# Killingly
Killingly è un comune di 17 386 abitanti degli Stati Uniti d'America, situato nella Contea di Windham nello Stato del Connecticut.